# Bíboranna
A Bíboranna női név a Bíbor és az Anna nevek összetételéből keletkezett.

## Rokon nevek
Bíbor, Bíbora, Bíborka, Anda, Anélia, Anéta, Anett, Anetta, Ania, Anica, Anika, Anikó, Anilla, Anina, Anita, Anka, Anabel, Anabella, Annabell, Annabella, Annakata, Annaliza, Annamari, Annamária, Annamira, Annarita, Annavera, Anni, Hanna, Hanka, Kisanna, Kisó, Nanett, Nanetta, Netta, Netti, Nina, Ninell, Ninetta, Ninon, Panka, Panna, Panni

## Gyakorisága
Az újszülötteknek az 1990-es években nem lehetett anyakönyvezni. A 2000-es és a 2010-es években sem szerepelt a 100 leggyakrabban adott női név között.
A teljes népességre vonatkozóan a Bíboranna sem a 2000-es, sem a 2010-es években nem szerepelt a 100 leggyakrabban viselt női név között.